# Camp Municipal es Revolt
El camp municipal es Revolt és el recinte esportiu on juga com a local el Club Esportiu Montuïri, situat a la vila mallorquina de Montuïri. El camp de futbol forma part del poliesportiu municipal conjuntament amb el pavelló i una piscina.
Durant els anys de la Segona República Espanyola l'equip de dretes del poble anomenat "Juventud Mariana" jugava a les terres anomenades es Revolt propietat de Joan Ferrando Obrador. L'esclat de la Guerra Civil va trastocar la vida local i el camp s'abandonà.
La primera junta directiva del Club Esportiu Montuïri (1942) aconseguí que el propietari dels terrenys els llogués com a camp d'esports a l'entitat. Sembla però que la quantitat acordada no s'abonava mai amb el consentiment de les dues parts. El terreny de joc, que presentava unes dimensions reduïdes, va ser reformat i tancat amb estaques. La fusta va ser cedida per Lluís Sitjar Castellà, propietari d'Alcoraia i directiu del RCD Mallorca. Tot i que els primers anys l'equip local només disputava partits amistosos, la concurrència d'espectadors era importantíssima a cada encontre.
A començament de la dècada de 1950 un malentès entre el propietari, que no cobrava el lloguer estipulat, i el club va estar a punt de fer desaparèixer el camp de futbol del Revolt. Els treballs per tornar-lo terreny cultivable havien començat i només la intervenció in extremis de la junta directiva el va poder salvar. L'any 1959 un greu incident esdevingut en un partit de promoció per descendir contra el Cardassar va obligar a tancar el camp.
El 1968 les dificultats amb el propietari dels terrenys tornaren a aparèixer i es va plantejar la possibilitat de comprar el camp o abandonar-lo. El CE Montuïri sol·licità l'ajuda de l'Ajuntament de Montuïri però la institució es desentengué de la qüestió. El termini donat per trobar una solució s'acabava, llavors el rector Miquel Vallespir es posà al capdavant d'una col·lecta es va haver de completar amb importants aportacions particular de 54 fins que reuniren 250.000 pessetes. Finalment la parròquia esdevingué propietària del Revolt amb la condició que el club en podria disposar durant 25 anys. El canvi de propietat suposà tancar de paret el camp i edificar-hi alguns instal·lacions. Malgrat tot, el 1969 el camp torna a ser clausurat pel comportament incívic del públic
Entre 1971-1972 es milloraren els vestidors mercès a diverses subvencions estatals. L'agost de 1973 s'inaugurava la il·luminació des Revolt, d'ençà se celebra el Torneig de sa Llum per commemorar aquest esdeveniment. Aquest any va ser inaugurat oficialment quan feia 24 anys que s'hi practicava futbol i 6 que romania acabat. El recinte passà mans de l'Ajuntament de Montuïri el 1981, després que el rector de la parròquia rebés el vistiplau en una consulta popular.
L'estiu del 2003 s'acabaren les obres que substituïren el camp de terra per un de gespa artificial.